# Glenmont
Glenmont – wieś w USA, w hrabstwie Holmes, w stanie Ohio.

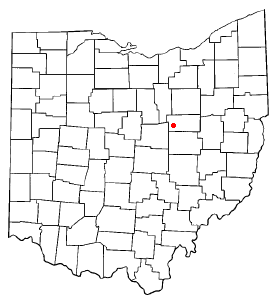
Glenmont na planie stanu Ohio

W roku 2010, 25,7% mieszkańców miało poniżej 18 lat, 7% było w wieku od 18 do 24 lat, 24,3% było w wieku 25 do 44 lat, 26,5% było w wieku 45 do 64 lat, 16,5% miały 65 lat i więcej. We wsi był 50,4% mężczyzn i 49,6% kobiet.
Liczba mieszkańców w 2010 roku wynosiła 272, a w 2012 wynosiła 277.